# 桑妮·兰塔拉
桑妮·兰塔拉（芬蘭語：Sanni Rantala，2002年7月8日—），芬兰女子冰球运动员，场上位置是防守后卫。她曾代表芬兰参加2022年冬季奥林匹克运动会冰球比赛，获得一枚铜牌。